# سيرة بطولية لنارجيل البحري

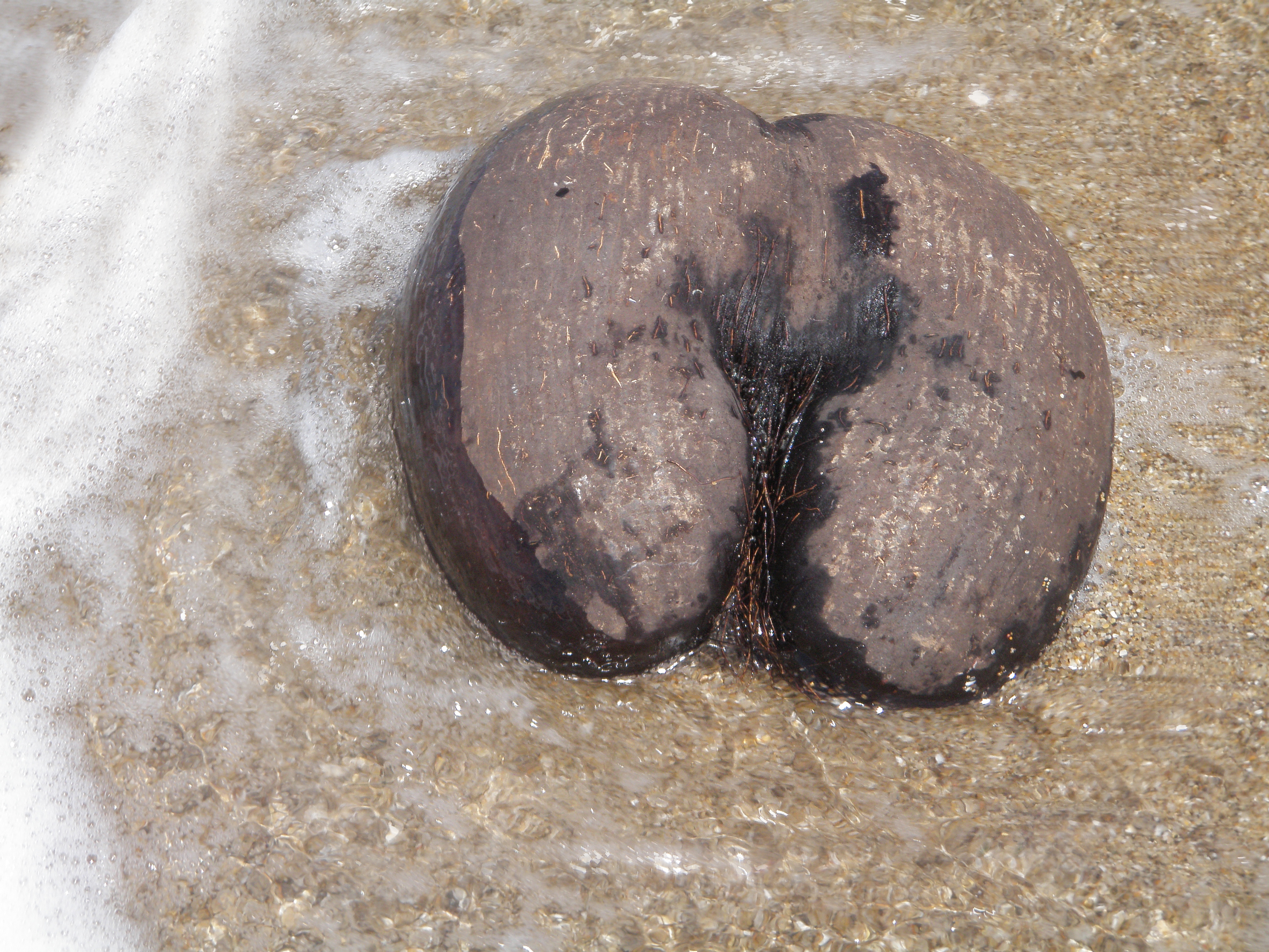
تنجرف ثمرة النارجيل البحري الناضجة، بعد أن تفقد قشرتها الخارجية، أحيانًا إلى الشواطئ.

جوزة وشجرة النارجيل البحري (كوكو دي مير) نوع نادر من أشجار النخيل، موطنها الأصلي إفريقيا، في أرخبيل سيشل بالمحيط الهندي. وهي موضوع حكايات أسطوريخية وتقاليد متنوعة. جوزة الهند البحري متوطنة في جزيرتي براسلين وكوريوز في سيشل. قبل اكتشاف سيشل واستيطانها، كانت تيارات المحيط تحمل جوز هذا النوع أحيانًا إلى شواطئ بعيدة، مثل جزر المالديف، حيث لم تكن هذه الشجرة معروفة. هذه الأجواز العائمة لم تكن تنبت. أدى الحجم الاستثنائي وشكل الجوزة المثير، وظروف اكتشافها، وبعض خصائصها غير العادية إلى ظهور العديد من الحكايات الأسطوريخية (السير البطولية).

## السياق
ثمرة النارجيل البحري كبيرة جدًا (أكبر بذرة في عالم النبات)، ولها شكل غريب، إذ تُشبه شكل وحجم أرداف امرأة من جهة، وبطنها وفخذيها من جهة أخرى. وليس من المستغرب أن يُنظر إلى هذه الثمرة من قِبَل الناس في أنحاء أخرى من العالم على أنها نادرة وجذابة ذات خصائص أسطورية، بل وسحرية أيضًا. كانت طبيعة هذه الثمرة العجيبة وأصلها غامضين، ولم يُفهم سبب تكاثرها. نشأت أساطير عديدة حول هذه الثمرة والأشجار التي تُنتجها.
تحتوي نخلة النارجيل البحري على أشجار منفصلة للذكور والإناث، على عكس نخيل جوز الهند. وعلى عكس ثمرة شجرة جوز الهند، فإن ثمرة النارجيل البحري غير مهيأة للانتشار بشكل طبيعي عن طريق الطفو على مياه المحيط. عندما تسقط ثمرة النارجيل البحري في البحر، لا يمكنها الطفو بسبب كثافتها العالية؛ بدلاً من ذلك تغرق إلى القاع. ومع ذلك، بعد أن تظل الثمرة في قاع البحر لفترة طويلة من الزمن، تتساقط القشرة، وتتحلل الأجزاء الداخلية للجوز، وتتسبب الغازات التي تتشكل داخل الجوز في ارتفاع الجوز العاري إلى السطح. في ذلك الوقت، يمكن للجوز أن يطفو، ولكنه لم يعد خصبًا، وبالتالي عندما تتسبب تيارات المحيط في انجراف الجوز إلى شاطئ بعيد، على سبيل المثال في جزر المالديف، لا يمكن أن تنمو شجرة من هذه الجوزة.
اسم كوكو دي مير "coco de mer" هو اسم فرنسي ويعني " النارجيل البحري أو جوز الهند البحري".

## السير البطولية التي سبقت اكتشاف جزر سيشل
رأى بحارة الملايو جوز الهند البحري يطفو من قاع البحر، فاستنتجوا أن هذه الجوزات تنمو على أشجار مغمورة تحت الماء في غابة بقاع المحيط الهندي. ووفقًا لأنطونيو بيغافيتا وجورج إيبرهارد رومفيوس، اعتقد الملايويون أن هذه الشجرة موطن الطائر الضخم، أو المخلوق الشبيه بالطيور، غارودا (أو رخ عند العرب). كما اعتقد الكهنة الأفارقة أن الغارودا قادر على صيد الفيلة والنمور. ويعتقدون أيضًا أن أشجار جوز الهند البحري كانت ترتفع أحيانًا فوق سطح المحيط، فإن الأمواج التي تخلقها الأشجار لا تسمح لأي سفينة قريبة بالإبحار بعيدًا، ويتم افتراس البحارة العزل من قبل الغارودا
.

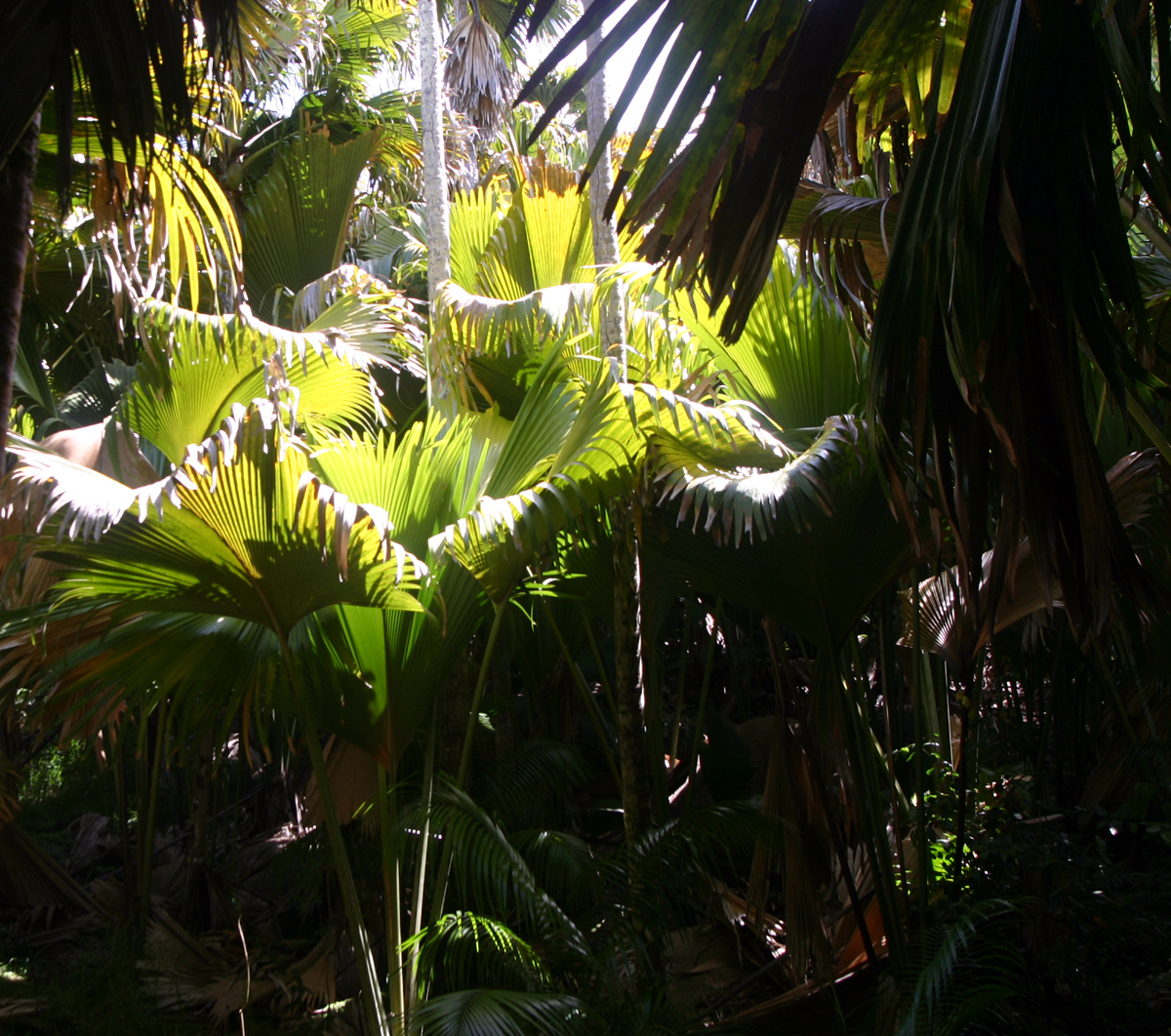
أشجار النارجيل البحري في محمية وادي مايو الطبيعية.

الجوزات التي عُثر عليها في المحيط وعلى الشواطئ كانت قد فقدت قشرتها الخارجية، وتشبه الجزء السفلي المقطوع من جسد امرأة، بما في ذلك الأرداف.
هذا التشابه ينعكس في أحد الأسماء النباتية القديمة للنبتة، وهو Lodoicea callipyge Comm. ex J. St.-Hil.، حيث أن كلمة callipyge مشتقة من الكلمات اليونانية التي تعني "الأرداف الجميلة". تاريخيًا، كانت هذه "الأرداف الجميلة" العائمة تُجمع وتُباع بمبالغ طائلة في البلاد العربية وأوروبا.
في جزر المالديف، كان يُفترض أن يُسلّم أي نارجيل بحري يُعثر عليه في المحيط أو على الشواطئ إلى الملك. وكان الاحتفاظ بالجوزة لنفسك أو بيعها قد يؤدي إلى عقوبة الإعدام.
ومع ذلك، تمكن رودولف الثاني، إمبراطور الرومانية المقدسة، من شراء إحدى هذه الجوزات بمبلغ 4000 فلورين ذهبي. كما تلقى الأدميرال الهولندي فولفرت هيرمانسن جوزة هدية لخدماته من سلطان بنتن في عام 1602، وذلك لقتاله البرتغاليين وحمايته لعاصمة بنتن. ومع ذلك، كانت الجوزة التي حصل عليها الأدميرال ينقصها الجزء العلوي؛ ويبدو أن السلطان أمر بقطع الجزء العلوي من الجوزة، حتى لا يزعج تواضع الأدميرال النبيل.
اعتقد جواو دي باروس أن النارجيل البحري يمتلك قوى علاجية مذهلة، تفوق حتى قوى "الحجر الكريم البازهر". وفي أحد كتبه، ذكر الدكتور بيرثولد كارل سيمان أن الكثيرين اعتقدوا أن الجوزات هي ترياق لجميع السموم. لم يُشيد بالجوزات من قبل العلماء وعلماء النبات فحسب، بل من قبل الشعراء أيضًا. كتب لويس دي كامويس:
تنمو النبتة في جزر المالديف المنعزلة،
تحت أعمق البحار، ذات قوة عظيمة،
فاكهتها يُعترف بها كأفضل ترياق،
بشهادة الحكيم البارع، بوصفها أفضل مضاد للسموم.
في عام 1769، أبحر جان دوشمان إلى براسلين، ثاني أكبر جزيرة في سيشل، على متن سفينة "لوريوس ماري". حمّل شحنة من هذه الجوزات الفريدة، التي باعها لاحقًا في الأسواق الهندية. بعد رحلته، لم يعد جوز الهند البحري يتمتع بنفس القيمة الاستثنائية التي كان يتمتع بها سابقًا.

## السير البطولية بعد اكتشاف جزر سيشل

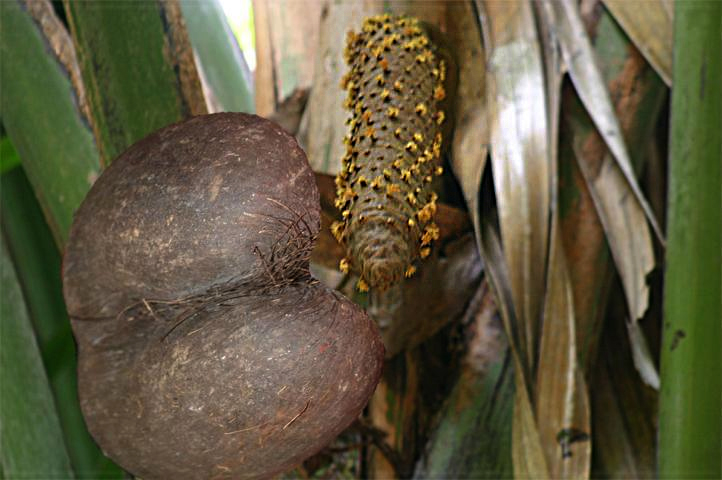
ملصق صورة يوضح ثمرة النارجيل البحري الأنثوية بدون قشرة، بالإضافة إلى النورة الهرية لنارجيل البحري الذكرية.

ظهرت سير بطولية جديدة حول جوز الهند البحري بعد عام 1743، عندما اكتُشفت أشجار جوز الهند البحري الحقيقية. تنمو ثمار جوز الهند البحري على الأشجار الأنثوية فقط. تتميز الأشجار الذكورية بأقماع طويلة تشبه القضيب. وبسبب هذه الأشكال الغريبة والجذابة، اعتقد البعض أن هذه الأشجار تُمارس الحب بشغف في الليالي العاصفة. ووفقًا للسيرة البطولية، تقوم الأشجار الذكرية باقتلاع نفسها، وتقترب من الأشجار الأنثوية. ويبدو أن الأشجار العاشقة خجولة جدًا، وتقول السيرة البطولية إن كل من يرى الأشجار وهي تتزاوج سيموت أو يُصاب بالعمى. الحقيقة أن تلقيح جوز الهند البحري حتى الآن غير مفهوم بشكل كامل وهي أحد العوامل وراء هذه السيرة البطولية.
في العصر الفيكتوري، اعتقد الجنرال تشارلز جورج غوردون، الذي زار سيشل عام 1881، أن وادي مايو في جزيرة براسلين هو جنة عدن الأصلية كما هو موصوف في الكتاب المقدس، وأن جوز الهند البحري هو الفاكهة المحرمة لشجرة معرفة الخير والشر. كتب الجنرال غوردون:
يُمثل جوز الهند البحري ظاهريًا البطن والفخذين، موطن الرغبات الجسدية.
خطر ببال بعض قراء غوردون على الأقل أنه لو كان جوز الهند البحري هو الفاكهة المحرمة حقًا، لواجهت حواء صعوبة بالغة في تسليم هذه الفاكهة الضخمة (التي يتراوح وزنها بين 15 و30 كجم) لآدم.